# Londoni Tower
A Tower (ejtsd: táuör, az angol szó jelentése torony) több erődített részből álló középkori épületegyüttes London belvárosában a Temze partján, amely az idők során erődítmény, fegyverraktár, királyi palota és főrendű foglyoknak szánt börtön, valamint levéltár és csillagvizsgáló is volt. I. Jakabig minden király és királynő itt lakott. Még utána is az volt a szokás, hogy az uralkodó a Towerben töltötte a koronázása előtti éjszakát és innen vitték díszkísérettel a Westminsterbe. Jelenleg a Towerben őrzik a brit koronaékszereket, valamint egy gazdag fegyvergyűjteményt.
A Towerről nevezték el az 1894-ben épült szomszédos hidat (Tower Bridge), amely azonban történelmileg és funkciójában egyaránt független tőle.

## Fekvése

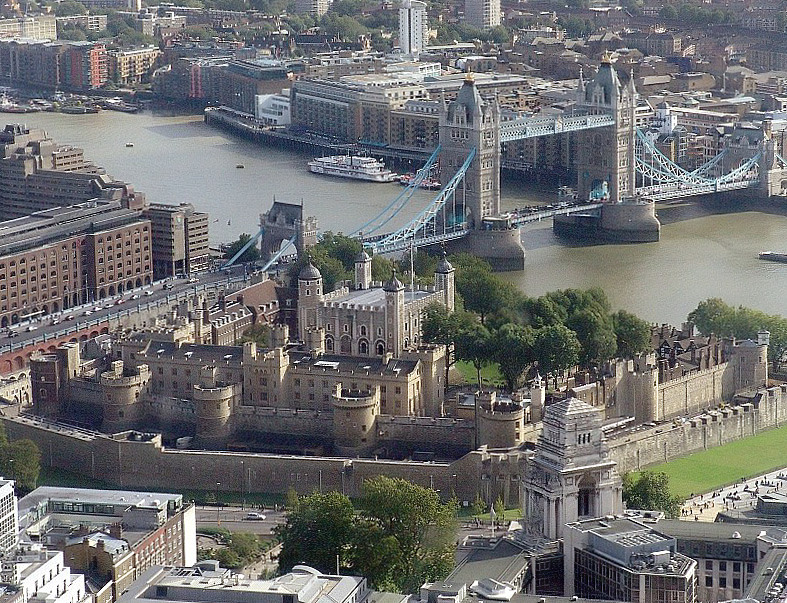
A Tower madártávlatból

A Tower a város belvárosának, vagyis a Citynek a keleti peremén helyezkedik el, a Temze északi (bal) partja mentén. A folyó és a Tower között a Tower Wharf nevű szabadon bejárható sétány található, ahonnan jó kilátás nyílik a folyóra, a hídra, a Towerra, illetve a szemközti parton álló városházára és a HMS Belfast nevű múzeumhajóra.

## Története

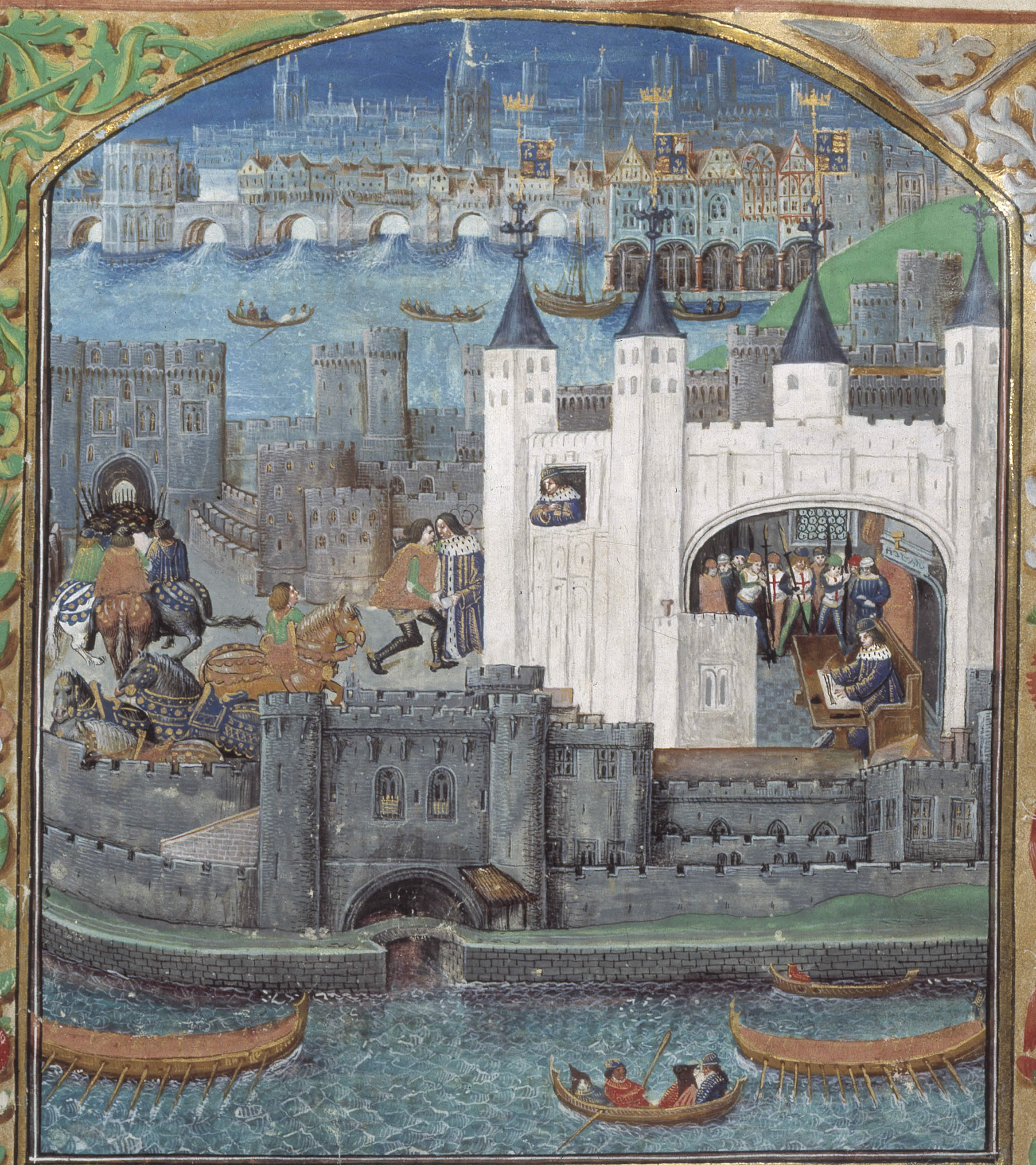
A 15. századi Tower egy kéziratban

A Towert 1078-ban kezdték el építeni, amikor Hódító Vilmos elrendelte a Fehér Torony építését a városfal délkeleti sarkánál, a Temze mellett. Ez egyidejűleg védte a normannokat a londoni városlakóktól és Londont a külső támadóktól. Vilmos külön erre a célra Franciaországból hozatta a köveket, és építészként a rochesteri püspököt, Gundulphot nevezte ki. Az épület 1090-re készült el.
Egyes írók a Towert korábbinak gondolták (Shakespeare is ezt állítja a III. Richárd című darabjában) és azt állították, hogy Julius Caesar építtette. Ez a római eredet azonban csak legenda, mint ahogy az is, hogy az építésnél használt meszet vadállatok vérével oltották.
A 12. században Oroszlánszívű Richárd fallal és vizesárokkal vette körül a Fehér Tornyot. Az árkot a Temze vizével töltette fel. Az árok akkor lett igazán használható, amikor a III. Henrik holland technikával alakíttatta át. Szintén III. Henrik volt az, aki megerősíttette a külső falakat.
Az erődítési munkákat 1275 és 1285 között I. Edward fejeztette be, aki a meglévők mellé még egy védelmi vonalat építtetett, feltöltette az árkot és egy új árkot ásatott a külső körfalon kívül. Ezt az árkot 1830-ban szárították ki és emberi csontokat találtak az alján.

### Az állatkert
A 13. században a Towerben királyi állatkertet létesítettek, valószínűleg már 1204-ben, Földnélküli János idején. Az állatokat feltehetőleg az I. Henrik által 1125-ben alapított, Oxford melletti állatkertből hozták át.
Alapítási dátumként gyakran említik az 1235-ös évet is, amikor III. Henrik három leopárdot kapott esküvői ajándékképpen II. Frigyes német-római császártól – legalábbis így jegyezték fel, de az is lehet, hogy oroszlánok voltak. 1264-ben az állatokat a nyugati főbejárat melletti toronyba költöztették, és a tornyot ezután Oroszlán-toronynak (Lion Tower) nevezték. Egy oroszlánkoponya korát szénizotópos vizsgálattal 1280 és 1385 közé tették, így ez a legkorábbi ismert nagymacska Nagy-Britanniában. 
I. Erzsébet idején az állatkertet alkalmanként megnyitották a nagyközönség számára is. 1804-től az állatkert már rendszeresen látogatható lett. Az állatokat később az új, Regent's Park melletti állatkertbe költöztették át, részben gazdasági okokból, részben az állatok jóléte miatt. Az utolsó állatokat 1835-ben költöztették át, röviddel ezután lebontották az Oroszlán-tornyot is, de az Oroszlán-kapu megmaradt.

### Hollók

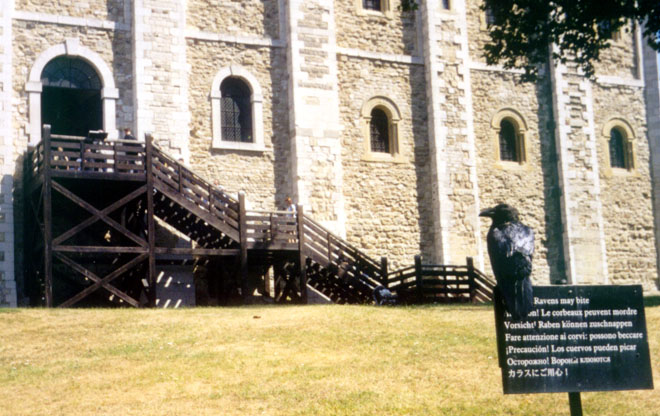
Holló

Évszázadok óta legalább hat (jelenleg nyolc) holló lakozik a Towerban, de azt, hogy mikor költöztek ide, nem lehet pontosan megállapítani. II. Károly elrendelte az elköltöztetésüket, amikor távcsövén meglátta nyomaikat. Erre azonban nem került sor, mert – a legenda szerint – ha a hollók elhagyják a Towert, elpusztul a Tower, a monarchia, sőt az egész birodalom. Mivel Károly az angol polgárháború közben nem akarta vállalni a kockázatot, a hollók maradtak.
Az egyedüli időszak, amikor feljegyezték, hogy a hollók nincsenek ott, 1946-ban, röviddel a második világháború után történt. 2006-ban a madárinfluenza miatt a hollókat fedett helyre zárták, de 2006 augusztusától ismét szabadon közlekedhetnek a Tower udvarán. A hollók szárnyát megkurtítják, hogy ne tudjanak elrepülni.

### Kivégzések

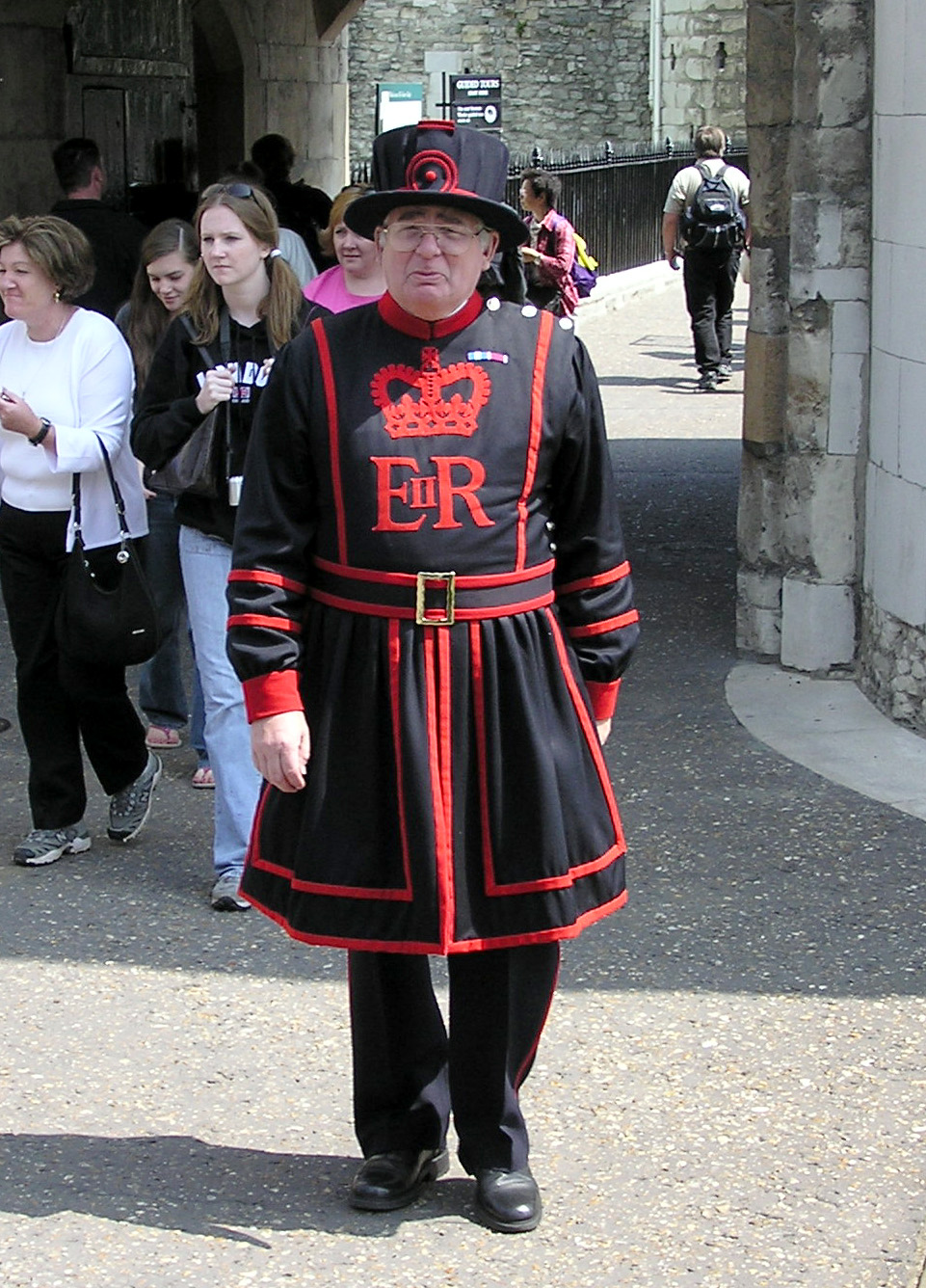
Yeoman Warder

Az alsóbb osztályokból származó bűnözőket rendszerint a Toweren kívüli nyilvános vesztőhelyek egyikén végezték ki. Több magas állású elítéltet, például Morus Tamást a Tower Hillen végeztek ki, szintén nyilvánosan. A nemeseket azonban, különösképpen a nőket, egyes esetekben a Toweren belül, a nyilvánosság kizárásával fejezték le, és a közeli St. Peter ad Vincula kápolnában temették el. Az alábbi személyeket a Toweren belül végezték ki árulás miatt:
- William Hastings (1483)
- Boleyn Anna (1536)
- Margaret Pole, Salisbury grófnője (1541)
- Howard Katalin angol királyné (1542)
- Jane Boleyn Rochford vikomtja (1542)
- Jane Grey (1554)
- Robert Devereux, Essex 2. grófja (1601)

Azt mondják, hogy Boleyn Anna királynő, akit 1536-ban fejeztek le VIII. Henrik elleni árulás vádjával, néha a torony körül sétál, hóna alatt a levágott fejével. IV. Edward fivérét, Plantagenet Györgyöt Clarence hercegét a Towerben végezték ki 1478 februárjában. IV. Edward két fia szintén itt halt meg, miután nagybátyjuk, III. Richárd lett a király, de nem végezték ki őket, és máig nem lehet tudni, hogyan haltak meg.

### Újkori története

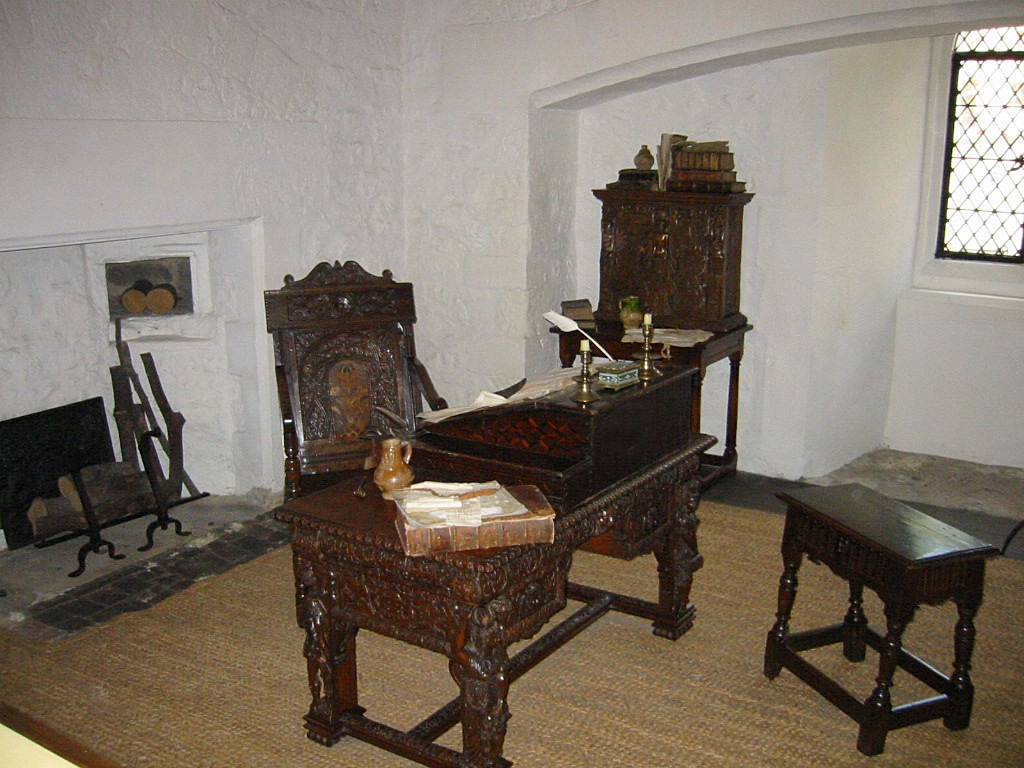
A Bloody Tower (Véres Torony) belsejének rekonstrukciója

A Tower erődítményként való hasznosítása a tüzérség megjelenésével megszűnt. Mindenesetre a Tower a Board of Ordnance főhadiszállása maradt 1855-ig, és alkalmanként még börtönként is használták, még a két világháború alatt is. 1780-ban itt raboskodott a Tower történetének egyedüli amerikai foglya, Henry Laurens, a kontinentális kongresszus volt elnöke. Az első világháborúban 11 német kémet itt lőttek főbe. 1916-ban Roger Casement ír felkelő a Tower foglya volt az árulás miatti tárgyalása alatt. Az utolsó személy, akit itt végeztek ki, Josef Jakobs német kém volt; 1941. augusztus 15-én lőtték főbe. A következő évben Hitler helyettese, Rudolf Hess raboskodott itt négy napig. A cellába hozzázárták George Salaman hírszerző tisztet, aki ott elfogott Luftwaffe-pilótának adta ki magát. Így Salaman volt az utolsó angol, akit a Towerba zártak.
A Waterloo Barracks, a koronaékszerek őrzésének jelenlegi helye, az 1950-es évekig az 1. királyi gyalogezred laktanyája volt. 1952-ben rövid ideig itt őrizték a katonaszökevény Kray ikreket.
Noha a királyi család már nem lakik itt, a Tower hivatalosan királyi rezidencia maradt, így állandó őrsége van – ugyanaz az egység, amely a király testőrségét is adja a Buckingham-palotánál.
1974-ben a Fehér toronynál történt bombarobbanás egy halálesetet és 41 személy sebesülését okozta. A robbantásért senki nem vállalta a felelősséget, de a rendőrség az IRA-t gyanúsította.

## Leírása

A Tower alaprajza

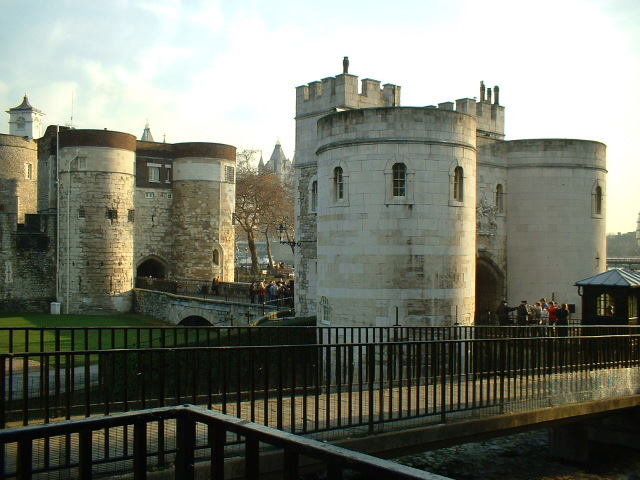
A Középső torony védte a külső kör bejáratát

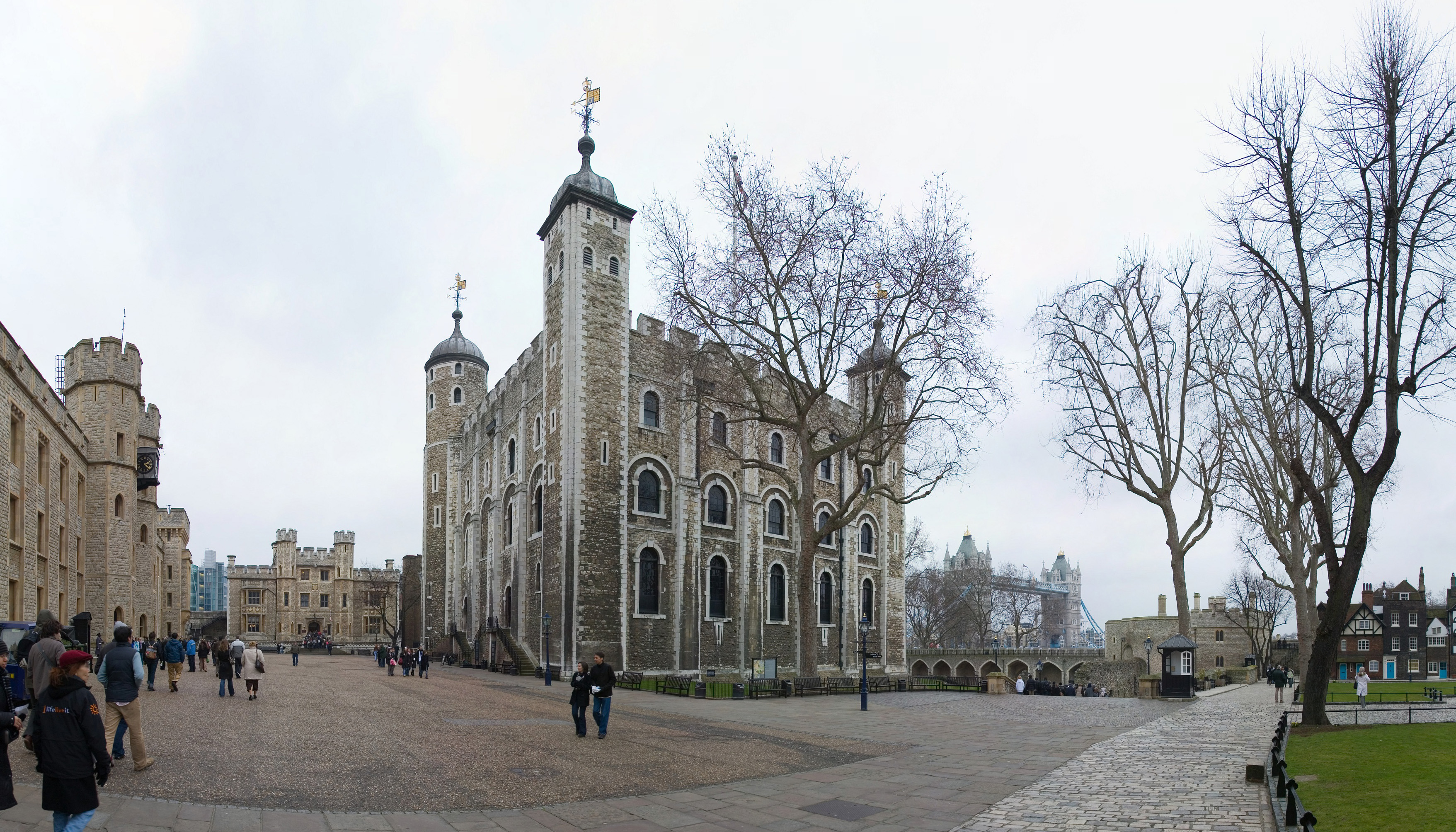
A Fehér torony és az udvar

A Tower olyan, mint egy „palimpszesztus”. A legrégibb látható szerkezet a Fehér Torony (a 11. századból); de nyilvánvalóak a következő századbeli hozzátoldások is egészen a modern elemekig, amelyek legtöbbje a turisták vagy a biztonsági igények miatt készült.
A Tower ma leginkább turistalátványosság. Maguk az épületek mellett további érdeklődésre tartanak számot a brit koronaékszerek, a királyi fegyvergyűjtemény, és a római erőd falmaradványai.
Az őrök, akiket Yeomen Warder-nek, vagy Beefeater-nek, marhahúsevőknek neveznek, egyben idegenvezetők is, és maguk is turistalátványosságnak számítanak. Az őrök minden este végrehajtják a Kulcsok Szertartását, és a tornyot bezárják éjszakára.
A Towerhez tartoznak az alábbi tornyok (angol név szerinti ábécésorrendben):
- Beauchamp Tower
- Bell Tower (Harang-torony)
- Bloody Tower (Véres torony)
- Bowyer Tower
- Brick Tower (Tégla-torony)
- Broad Arrow Tower
- Byward Tower
- Constable Tower
- Cradle Tower
- Develin Tower
- Deveraux Tower
- Flint Tower
- Lanthorn Tower
- Martin Tower
- Middle Tower (Középső torony)
- St. Thomas's Tower (Szent Tamás-torony)
- Salt Tower (Só-torony)
- Wakefield Tower
- Wardrobe Tower
- Well Tower
- White Tower (Fehér torony)

## Koronaékszerek
A koronaékszereket 1303 óta tartják a Towerben, miután ellopták őket a Westminsteri apátságból. Úgy tartják, hogy rövid időn belül az összes vagy majdnem az összes előkerült. II. Károly koronázása után elzárták őket, és díj fizetése ellenében lehetett megnézni. Ennek akkor lett vége, amikor Thomas Blood megkötözte az őrt, és ellopta a koronaékszereket. Azóta az ékszereket a Jewel House-nak nevezett részben őrzik, fegyveres őrökkel. A második világháború alatt állítólag a Sun Life Insurance biztosító cég alagsorában őrizték őket a kanadai Montréalban, a Bank of England aranytartalékával együtt. Más híresztelések szerint viszont a Windsori kastély tornyában vagy az egyesült államokbeli Fort Knoxban voltak letétbe helyezve.

## Fordítás
- Ez a szócikk részben vagy egészben a Tower of London című angol Wikipédia-szócikk ezen változatának fordításán alapul.  Az eredeti cikk szerkesztőit annak laptörténete sorolja fel. Ez a jelzés csupán a megfogalmazás eredetét és a szerzői jogokat jelzi, nem szolgál a cikkben szereplő információk forrásmegjelöléseként.